# Club Deportivo UAI Urquiza
El Club Deportivo Universidad Abierta Interamericana de Urquiza, simplificado como UAI Urquiza, es una institución polideportiva de Villa Lynch, provincia de Buenos Aires, Argentina. Fue fundado el 21 de mayo de 1950 como  Club Deportivo Social y Cultural Ferrocarril Urquiza. Su principal actividad es el fútbol profesional. Su estadio lleva el nombre de Monumental de Villa Lynch y tiene una capacidad de alrededor de 1000 personas. Actualmente se desempeña en la Primera B, tercera categoría del fútbol argentino para los clubes directamente afiliados a la AFA.
Cuenta también con una sección de fútbol femenino, campeona en cinco ocasiones de la Primera División "A", y que actualmente participa en la Primera División "B".  
Posee, a su vez, equipos de futsal y gimnasia artística, disciplinas que se desarrollan en otras localizaciones que dispone el club en la provincia de Buenos Aires.

## Historia

### Inicios

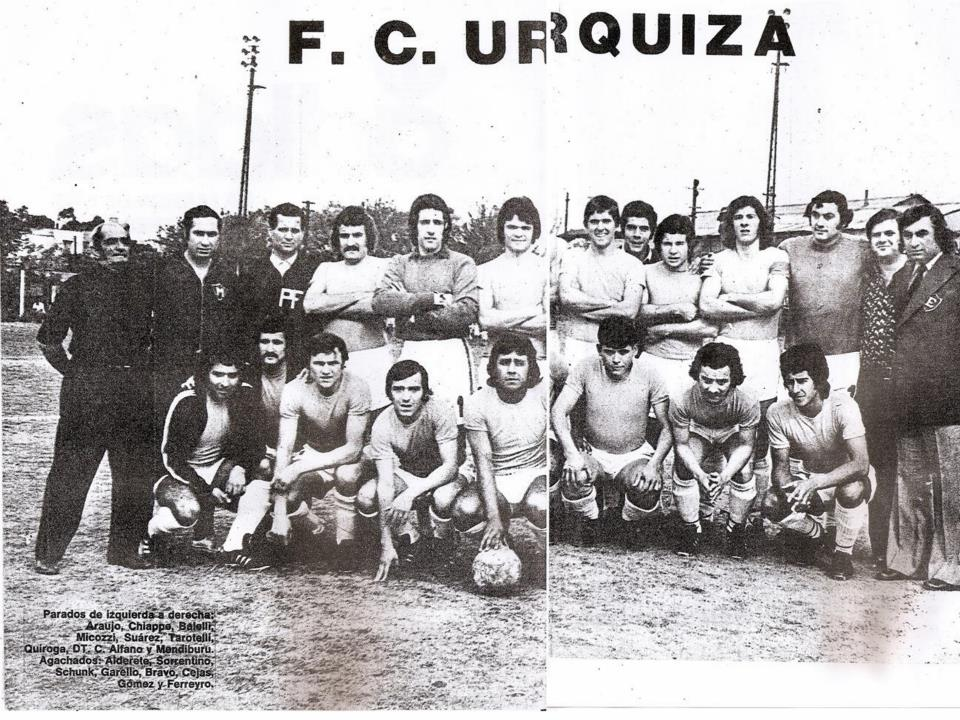
Ferrocarril Urquiza, 1974.

El club fue fundado  el 21 de mayo de 1950 por Carmelo Juan Santoro, con el nombre de Club Deportivo Social y Cultural Ferrocarril Urquiza, dicho nombre se debió a que sus iniciadores eran pasajeros y vendedores ambulantes ferroviarios de la línea General Urquiza. Desde su fundación y por más de cincuenta años estuvo presidido por Carmelo Juan Santoro.
En 1970 logró ser admitido en la Asociación del Fútbol Argentino y comenzó a disputar el torneo de Primera D, en esa época llamada Primera de Aficionados. Debutó en su primer partido frente a Tristán Suárez ganando 1 a 0. En la Temporada de Primera D de 2009-10 logró salir campeón del torneo y obtuvo el primer ascenso en su historia a la Primera C, esta vez dirigidos por Cristian Aldirico hoy en día ídolo del club.

### Fusión con la Universidad Abierta Interamericana
Ferrocarril Urquiza venía muy mal tanto institucional como futbolísticamente iba penúltimo en los promedios y en el campeonato había conseguido 15 puntos en 34 fechas dejando al Furgón condenado para el próximo campeonato de una nueva desafiliación.
En 2009, el club vivía una situación difícil: estaba último en la tabla de posiciones de la Primera D (quinta división del fútbol argentino) y olvidado en el barrio. Las perspectivas a futuro no eran buenas. Fue entonces cuando sucedió lo inesperado: en agosto de ese año, aprobado por asamblea de socios, se fusionó con el Club Deportivo UAI para formar el Club Deportivo UAI Urquiza, y a partir de ese momento comenzó la gran recuperación de la institución de Villa Lynch.

### Primer campeonato - Temporada 2009/10
Los resultados no tardaron en llegar. En la temporada 2009/2010 el Furgón consiguió el primer título en su historia, a base de un gran plantel dirigido por Cristian Aldirico. En dicha campaña se destacó como goleador Mariano Panno. A falta de una fecha para el final del certamen, UAI Urquiza se consagró campeón el 16 de abril de 2010 al derrotar 3 a 0 a Victoriano Arenas (con tres goles de Mariano Panno). Esa misma noche, los simpatizantes furgoneros realizaron una caravana por Villa Lynch y sus barrios aledaños.

### La Primera C y la B Metropolitana
En la Primera C se realizaron buenas campañas y el club siempre se mantuvo peleando en la posiciones de ascenso que logró clasificar a dos torneos reducidos 2010/11 y 2011/12 donde fueron eliminados en ambas oportunidades por Central Córdoba de Rosario. Hasta que en la Temporada de Primera C de 2012-13 el club realizó una muy buena campaña en la divisional que a cuatro fechas de culminar el torneo logró salir campeón por segunda vez en su historia y obtuvo un ascenso histórico a la Primera B Metropolitana la tercera categoría del fútbol argentino, categoría en la cual juega actualmente, donde logró llegar en la Temporada de Primera B de 2017-18 a la final del torneo reducido por el ascenso a la Primera B Nacional donde caería en la definición por penales ante el Club Atlético Defensores de Belgrano.

### Participaciones en la Copa Argentina
El club participó en cinco ediciones de este certamen oficial. Su debut se produjo en la Copa Argentina 2011-12, donde perdió 1 a 0 con Colegiales en la fase inicial. En la temporada siguiente, el Furgón dejó en el camino a General Lamadrid y Sportivo Italiano, e ingresó a la ronda previa de la fase final. Su rival fue Lanús, equipo de primera división, que lo eliminó por la mínima diferencia.
UAI Urquiza tuvo otras tres apariciones, la última en la temporada 2017/18. En aquella oportunidad, fue derrotado en treintaidosavos de final por Villa Dálmine, en instancia de penales.

## Estadio
El Estadio Monumental de Villa Lynch es un estadio argentino que se encuentra en la ciudad homónima de Villa Lynch, perteneciente al partido de General San Martín limitando con el Partido de Tres de Febrero en el Gran Buenos Aires. Se localiza entre las calles Cuenca y Laprida, a la vera de las vías del Ferrocarril General Urquiza, asociación mediante la cual en el predio hay instalado un museo con maquinarias que son reliquia del sistema ferroviario nacional. 

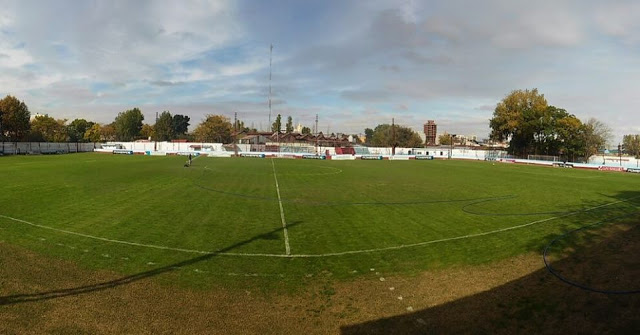
Monumental de Villa Lynch

El estadio es propiedad del Club Deportivo UAI Urquiza, cuenta con capacidad para 1000 espectadores y fue inaugurado el 2 de mayo de 1970, en un partido válido por el campeonato de Primera D, en el cual el Furgón derrotó a Tristán Suárez por un gol contra cero.

Hinchada del "Furgón".

### Hinchada
La hinchada del club es conocida como "La Banda del Furgón". Los barrios identificados con el club son Villa Lynch, Sáenz Peña, Santos Lugares, Martín Coronado y Pablo Podesta.

## Clásico y rivalidades
Su clásico rival es J.J.Urquiza. También tiene una rivalidad con Central Ballester por ser también de San Martín, y entre otros está Comunicaciones, a partir de una pelea entre varias parcialidades en el año 1999 en Villa Lynch.

## Uniforme
El uniforme de Ferrocarril Urquiza era una camiseta blanca a bastones celestes, pantalón negro y medias negras, tal como el uniforme de la Selección Argentina. El primer uniforme en el cambio de nombre fue una camiseta blanca con vivos celestes y bordo, y luego se decidió que fuese celeste con vivos bordo.
|  | 1950-2009 | 2009-2010, 2011-2015 | 2010-2011 | 2015-2017 | 2017-2024 | 2025-presente |

### Indumentaria y patrocinador
| Período       | Proveedor     |
| ------------- | ------------- |
| 1980-1985     | Adidas        |
| 1986-1990     | Uribarri      |
| 1990-1994     | Reusch        |
| 1994-1997     | Sportlandia   |
| 1997-2000     | Deportes Once |
| 2000-2002     | Mebal         |
| 2002-2004     | Penalty       |
| 2004-2006     | Dana          |
| 2006-2008     | Axel Sports   |
| 2008-2012     | Erreà         |
| 2012-Presente | Retiel        |

| Período       | Proveedor                                        |
| ------------- | ------------------------------------------------ |
| 1950-1994     | Ninguno                                          |
| 1994-1997     | Sportlandia                                      |
| 1997-2000     | Deportes Once                                    |
| 2000-2002     | Ninguno                                          |
| 2002-2004     | Penalty                                          |
| 2004-2006     | Ninguno                                          |
| 2006-2008     | Frionex                                          |
| 2008-2009     | Grupo Copinco                                    |
| 2009-2013     | Mondial                                          |
| 2014-2015     | Paolini                                          |
| 2016-2017     | UAI                                              |
| 2017-2021     | Pesgrafica/Duracril                              |
| 2022          | Chevallier                                       |
| 2022-2023     | Chevallier/Elite Professional/Centro Automotores |
| 2024-Presente | Chevallier/Pucara de Distribución y Servicios    |

## Jugadores

### Mercado de pases
| Augusto Bottini        | Arquero   | Cañuelas                  | Libre.    |
| Cristian Ordoñez       | Defensor  | Deportivo Armenio         | Libre.    |
| Federico Postel        | Defensor  | FC Stockholm              | Libre.    |
| Lautaro Toledo Pacheco | Defensor  | Deportivo Riestra         | Préstamo. |
| Santino Piccinetti     | Defensor  | Huracán                   | Préstamo. |
| Nahuel Ríos            | Volante   | Cañuelas                  | Libre.    |
| Elías Galli            | Volante   | Deportivo Morón           | Préstamo. |
| Franco Galli           | Volante   | Chacarita Juniors         | Libre.    |
| Lucas Silva            | Volante   | Estudiantes de Caseros    | Préstamo. |
| Patricio Madero        | Volante   | Central Córdoba (Rosario) | Libre.    |
| Valentín Matlis        | Volante   | San Telmo                 | Préstamo. |
| Alexis Vázquez         | Volante   | Comunicaciones            | Libre.    |
| Maximiliano Brito      | Delantero | Deportivo Riestra         | Préstamo. |
| Walter Naranjo         | Delantero | Cañuelas                  | Libre.    |
| Pablo Cáceres          | Delantero | Deportivo Morón           | Préstamo. |

| Marcos Jara             | Arquero   | Bandera de ?          | Fin de contrato.       |
| Juan Carlos Rolón       | Arquero   | Deportivo Riestra     | Préstamo.              |
| Germán Aguirre          | Defensor  | Bandera de ?          | Rescisión de contrato. |
| Simón Ávalos            | Defensor  | Chacarita Juniors     | Fin de préstamo.       |
| Axel Poza               | Defensor  | Bandera de ?          | Rescisión de contrato. |
| Enzo Ortiz              | Defensor  | Bandera de ?          | Fin de contrato.       |
| Valentín Senatore       | Defensor  | Bandera de ?          | Fin de contrato.       |
| Maximiliano Aguilar     | Volante   | Bandera de ?          | Fin de contrato.       |
| Luciano Gómez           | Volante   | Bandera de ?          | Rescisión de contrato. |
| Mirko Ladrón de Guevara | Volante   | All Boys              | Fin de préstamo.       |
| Tomás Meneses           | Volante   | Bandera de ?          | Rescisión de contrato. |
| Diego Molina Fariña     | Volante   | San Martín de Burzaco | Fin de contrato.       |
| Emanuel Quinteros       | Volante   | Godoy Cruz            | Fin de préstamo.       |
| Tiago Luna              | Volante   | Deportivo Laferrere   | Fin de préstamo.       |
| Gonzalo Groba           | Volante   | Bandera de ?          | Fin de contrato.       |
| Nicolás Fernández       | Delantero | Curicó Unido          | Préstamo.              |
| Santiago Soria          | Delantero | Bandera de ?          | Rescisión de contrato. |
| Jonatan Maciel          | Delantero | San Martín de Burzaco | Fin de préstamo.       |
| Federico Vietto         | Delantero | Bandera de ?          | Fin de contrato.       |

## Datos del club

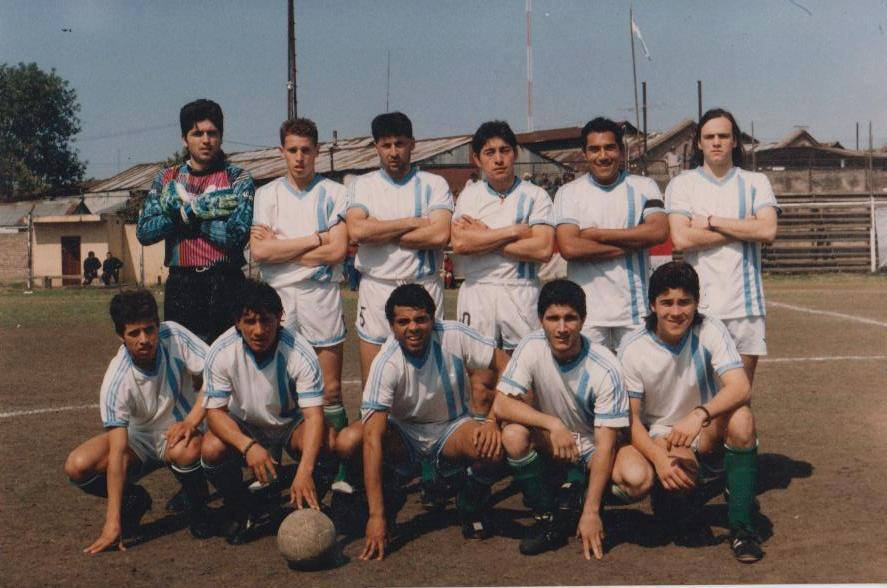

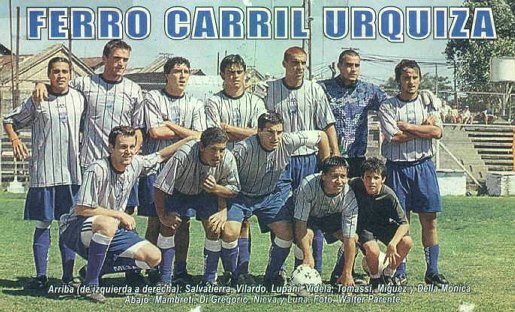

### Temporadas
- Temporadas en Primera División: 0
- Temporadas en Primera B Nacional: 0
- Temporadas en Primera B Metropolitana: 13 (2013/2014 - presente)
- Temporadas en Primera C: 3 (2010/11-2012/13)
- Temporadas en Primera D: 35 (1970-1986/87, 1988/89-1989/90, 1991/92, 1993/94, 1995/96, 1997/98-1998/99 y 2000/01-2009/10)
- Temporadas desafiliado: 6 (1987/88, 1990/91, 1992/93, 1994/95, 1996/97 y 1999/00)

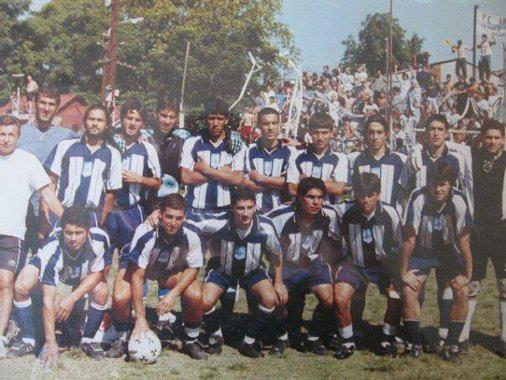
Equipo titular de UAI Urquiza en un clásico contra Central Ballester.

#### Goleadas
- A favor: 6-0 a Defensores Unidos en 2011
- En contra: 1-9 vs Puerto Nuevo en 1994

### Total
- Temporadas en Tercera División: 13
- Temporadas en Cuarta División: 20
- Temporadas en Quinta División: 18

## Fútbol Femenino

El plantel femenino de UAI Urquiza levantando el trofeo de la Copa Federal.

UAI Urquiza cuenta con una sección de fútbol femenino que actualmente participa en la Primera División "B" de Argentina. Es la primera temporada de la institución en la segunda categoría, luego de un extenso recorrido en el máximo nivel donde ha ganado cinco campeonatos (2012, 2014, 2016, 2017-18 y 2018-19). Al igual que Boca Juniors y River Plate, ha obtenido un tercer puesto en la Copa Libertadores del año 2015, que fue el mejor resultado de un club argentino en el certamen continental hasta 2022, cuando Boca Juniors logró el segundo puesto.

## Futsal
Su primera participación fue entre 2000 y 2002 en la Primera División B cuando aun se denominaba como FC Urquiza, y luego volvió a participar de la misma en 2006. Finalmente se adhiere de forma definitiva en 2010 ya como UAI Urquiza.
En 2016 obtuvo el subcampeonato en la Primera B ascendiendo por primera vez a Primera División. Pero, luego de una temporada, pierde la categoría retornando nuevamente a la Segunda División.

#### Actualidad
Luego de decidir no participar del certamen de transición de 2020 y con la suspensión del certamen original de 2021, participó del nuevo torneo donde finalizó último en su zona debiendo disputar la Zona Permanencia para evitar el descenso. De 14 partidos jugados en la Zona Permanencia, el Furgón solo consiguió 3 unidades (sobre 42 posibles), por lo que finalmente descendió a la Primera C, la tercera categoría del futsal de AFA.

#### Datos del club
- Temporadas en Primera División: 1 (2017)
- Temporadas en Primera B: 15 (2000 — 2002; 2006; 2010 — 2016; 2018 — 2021)
- Temporadas en Primera C: 3 (2022 — 2024)
- Temporadas en Primera D: 1 (2025 —)

- Mejor ubicación: 2° (2016)

## Palmarés

### Torneos nacionales
- Primera C (1): 2012/13
- Primera D (1): 2009/10